# Beckedorfer Beeke
Die Beckedorfer Beeke ist ein linkes Nebengewässer der Blumenthaler Aue. Sie ist als naturnaher Geestbach eingeordnet.
Die Beckedorfer Beeke entspringt in Niedersachsen östlich von Schwanewede-Löhnhorst, fließt von dort Richtung Süden, Westen und Südwesten, passiert die Landesgrenze zu Bremen und durchfließt dann in westsüdwestliche Richtung den Bremer Stadtteil Vegesack, wobei sie auch das Naturschutzgebiet Hammersbecker Wiesen durchquert und von links den Kifkenbruchgraben aufnimmt, verläuft dann abermals auf niedersächsischem Gebiet nach Westen durch Schwanewede-Beckedorf und erreicht danach wieder bremisches Gebiet. Dort verläuft sie entlang des Löhwalds durch den Stadtteil Blumenthal nach Südwesten, bis sie schließlich an der Burg Blomendal in die Blumenthaler Aue mündet.

## Name
Die Ortschaft Beckedorf wurde nach dem Bach (niederdeutsch: Beck(e), Beek(e)), an dem sie lag, benannt. Später wurde der Bach dann wiederum nach der Ortschaft Beckedorf als Beckedorfer Beeke benannt.

## Gewässerzustand in Bremen
Die Beckedorfer Beeke ist ein Gewässer mit einem Einzugsgebiet kleiner 10 km² und fällt somit nicht unter die Gewässer, die seit dem Jahr 2000 nach den Vorgaben der EG-Wasserrahmenrichtlinie zu beproben sind. Bis zum Jahr 2000 wurde die Beckedorfer Beeke regelmäßig nach den Gewässergütekriterien der Bund/Länder-Arbeitsgemeinschaft Wasser (LAWA) klassifiziert, seit 2000 finden jährliche Untersuchungen der Wasserqualität statt.
Bei Starkregen gelangt Niederschlagswasser in die Beeke und kann die Wasserqualität negativ beeinflussen. Zur Verminderung der Belastungen wurden in den Jahren 2003 und 2004 mehrere Regenklärbecken an der Beckedorfer Beeke angelegt, in denen eine Vorreinigung des Niederschlagswassers erfolgt.
Zur Verbesserung der Lebensraumqualität des Gewässers wurde im Jahr 2009 ein naturnaher Abschnitt parallel zur Straße Burgwall geschaffen, in dem der Verlauf der Beckedorfer Beeke verlängert wurde und die zukünftige Entwicklung des Verlaufs einer natürlichen Dynamik unterliegt. Darüber hinaus wurde ein natürlicher Sandfang zur Reduzierung der Sandfracht errichtet.

## Bilder

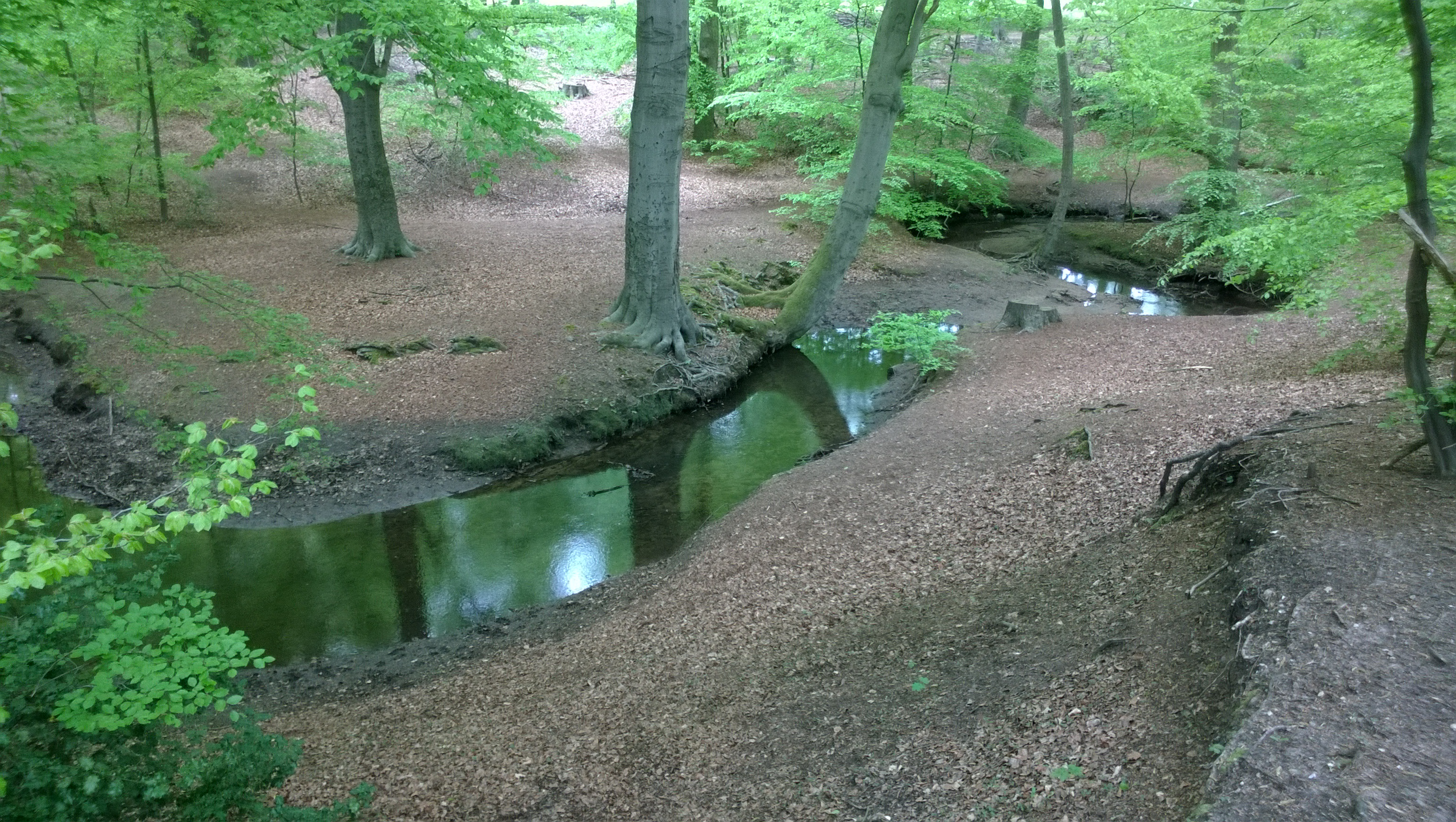
Der Bach im Mai …
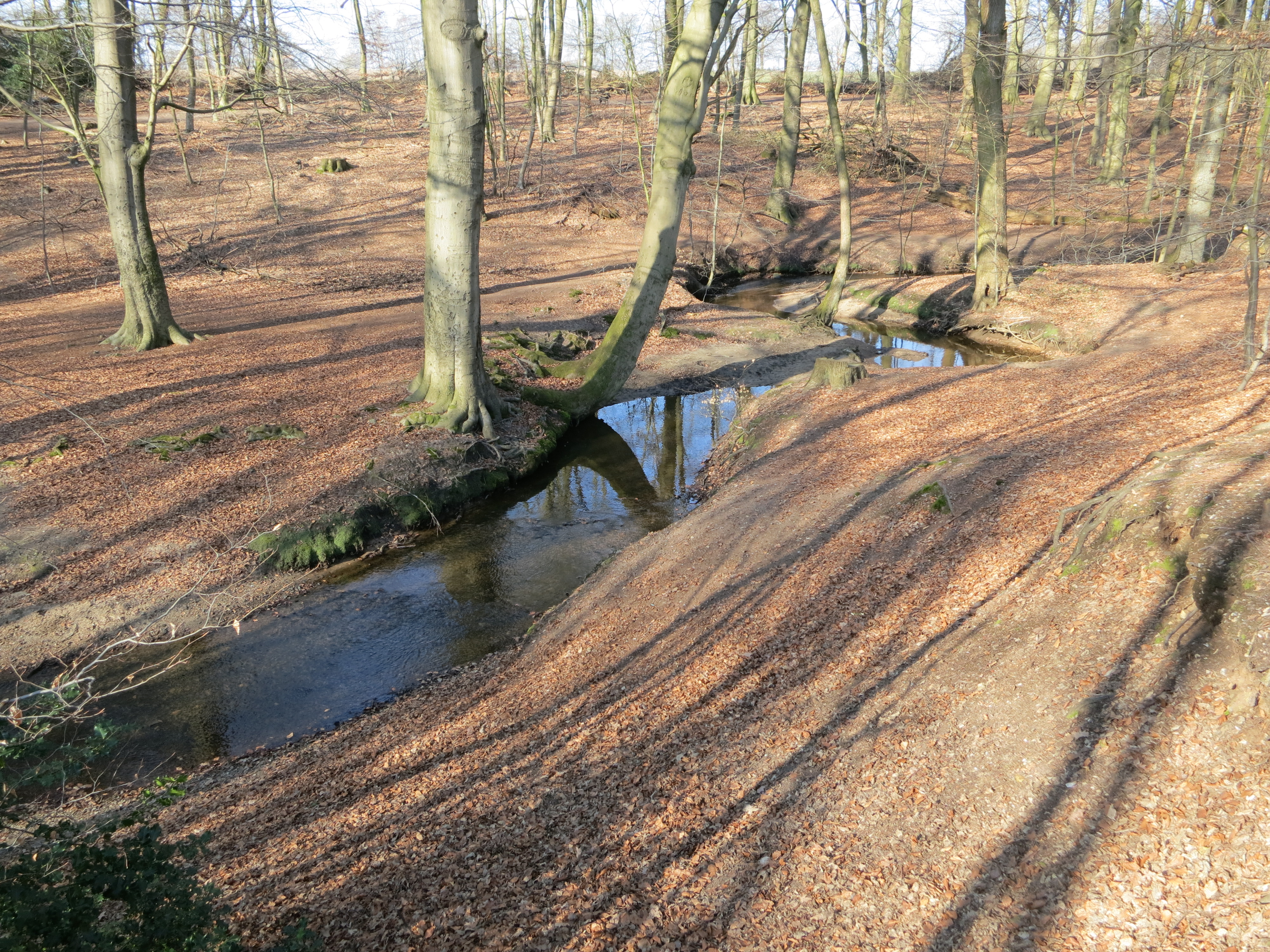
… und im März
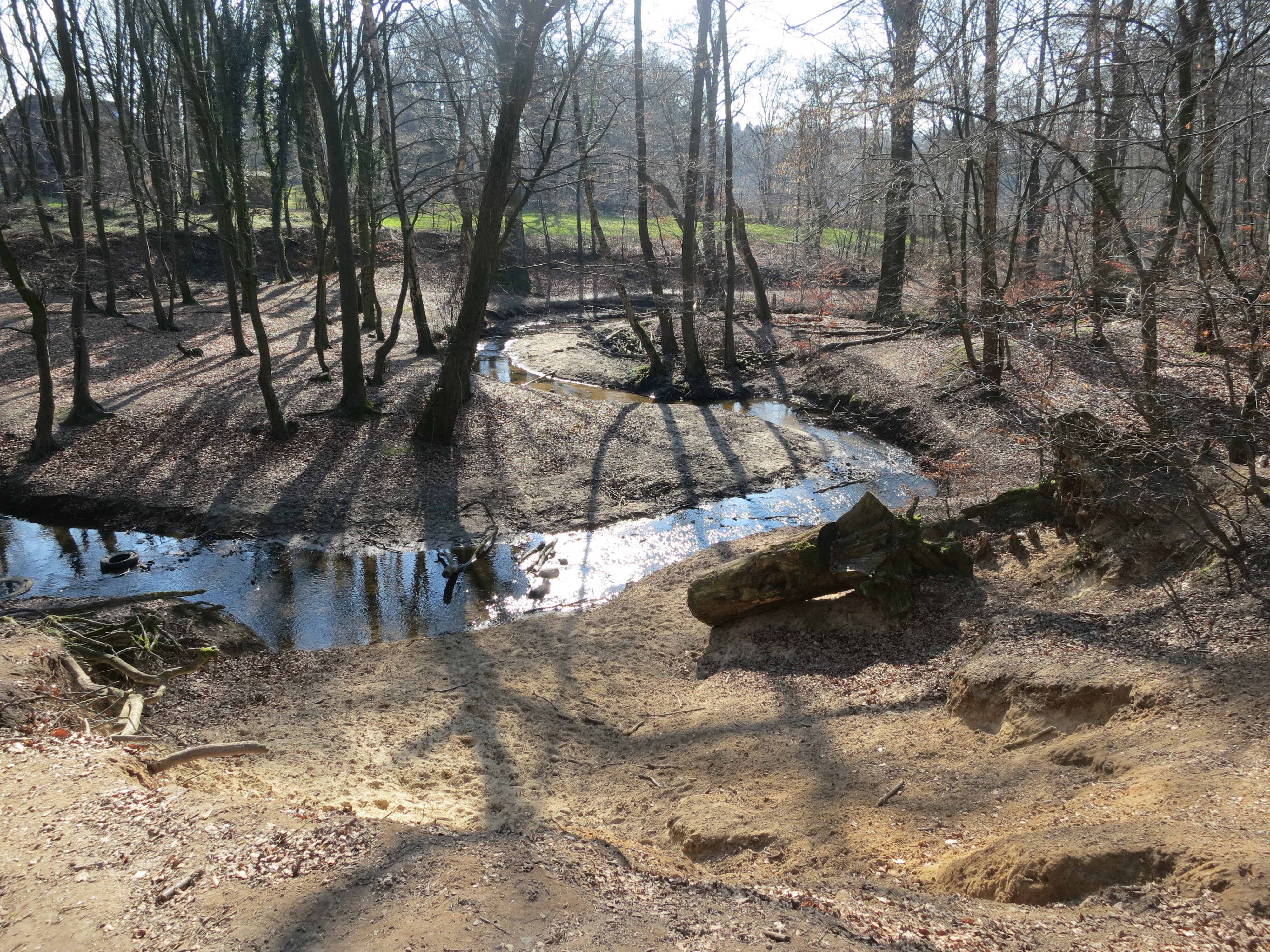
Mäander
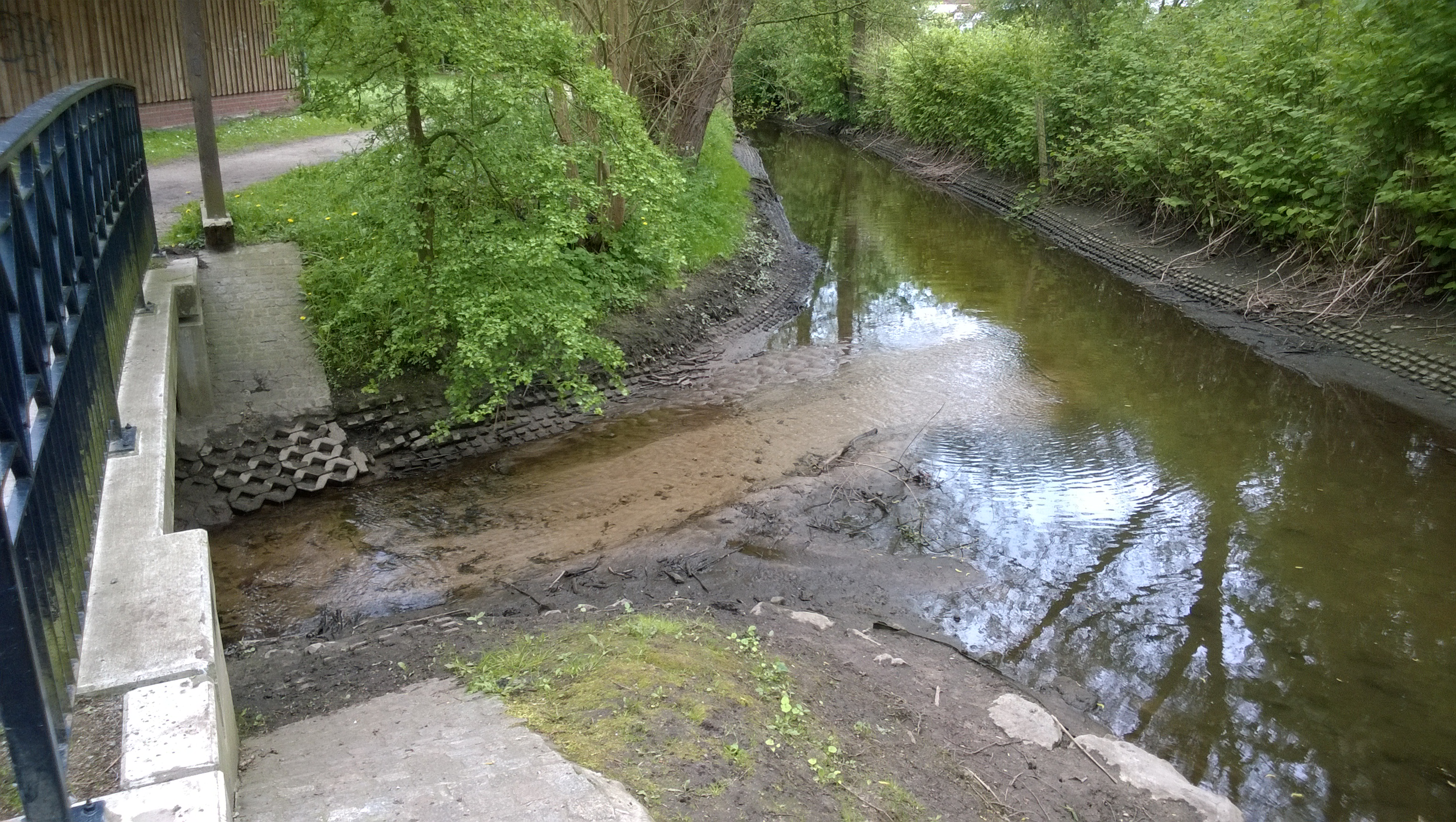
Mündung